# Hronsek, Banská Bystrica
Hronsek este o comună slovacă, aflată în districtul Banská Bystrica din regiunea Banská Bystrica. Localitatea se află la altitudinea de 312 m deasupra n.m., se întinde pe o suprafață de 3,9 km2 și în 2017 număra 662 de locuitori.

## Istoric
Localitatea Hronsek este atestată documentar din 1250.

## Demografie
| An:                | 1994 | 2004    | 2014   | 2024   |
| ------------------ | ---- | ------- | ------ | ------ |
| Număr de persoane: | 532  | 606     | 661    | 662    |
| Diferență:         |      | +13,90% | +9,07% | +0,15% |

| An:                | 2023 | 2024   |
| ------------------ | ---- | ------ |
| Număr de persoane: | 655  | 662    |
| Diferență:         |      | +1,06% |